# Cinochira mitis
Cinochira mitis là một loài ruồi trong họ Tachinidae.